# 335533 Tarasprystavski

335533 Tarasprystavski è un asteroide della fascia principale. Scoperto nel 2006, presenta un'orbita caratterizzata da un semiasse maggiore pari a 2,6616439 au e da un'eccentricità di 0,1896261, inclinata di 13,20724° rispetto all'eclittica.